# آنچارتد: مجموعه نیتن دریک
آنچارتد: مجموعه نیتن دریک (به انگلیسی: Uncharted: The Nathan Drake Collection) نسخه ریمسترشده سه بازی اول سری آنچارتد است که توسط بلوپینت گیمز توسعه یافته و کمپانی سرگرمی‌های کامپیوتری سونی ناشر آن بوده‌است. این بازی توسط سونی برای کنسول پلی استیشن ۴ در تاریخ ۷ اکتبر ۲۰۱۵ منتشر شد. سه نسخه اول توسط استودیو ناتی داگ برای پلی‌استیشن ۳  منتشر شده بودند. این ۳ گانه داستان نیتن دریک را روایت می‌کند؛ یک گنج‌یاب که جهان را برای رسیدن به اسرار تاریخی می‌گردد.